# フンダン (ブラジル)
フンダン（ポルトガル語：Fundão）は、ブラジル南東部のエスピリトサント州の都市。